# ناحیه ورسیلز (شهرستان براون، ایلینوی)
ناحیه ورسیلز، شهرستان براون، ایلینوی (به انگلیسی: Versailles Township) یک منطقهٔ مسکونی در ایالات متحده آمریکا است که در شهرستان براون، ایلینوی واقع شده‌است. ناحیه ورسیلز ۷۵۰ نفر جمعیت دارد و ۱۷۵ متر بالاتر از سطح دریا واقع شده‌است.